# Николаевский высоколётный голубь
Николаевский высоколётный — выдающаяся украинская порода высоколётных голубей с уникальным бескружным полётом. Одна из версий происхождения этой породы: в конце XIX столетия в городе Николаеве путём скрещивания завезённых сюда моряками зарубежных голубей, имеющих задатки теперешних николаевских, с местной птицей при целенаправленном подборе и отборе по характерному полёту. На формирование породы, несомненно, большое влияние оказали местные климатические условия побережья Чёрного моря — тёплый, сухой климат, устойчивые свежие ветры с восходящими воздушными потоками.

## Характерные особенности
Характерными особенностями николаевских являются обтекаемая форма тела, обильное, густое, плотно прилегающее оперение, широкое, эластичное и упругое перо крыльев и хвоста, которые образуют большую опорную поверхность при полёте голубя, очень подвижные крылья и хвост, позволяющие регулировать эту поверхность в зависимости от силы и направления воздушного потока. Крепкий, но не грубый костяк, хорошо развитая, мощная мускулатура делает их сильными и выносливыми в полёте. Все эти качества позволяют николаевскому голубю подниматься вверх без кругов, за короткое время достигать очень большой высоты, скрываясь с глаз, и находиться в полёте длительное время. При правильном режиме содержания и регулярных тренировках они выдерживают в полёте по 7-9 и больше часов. Летают николаевские, как правило, в одиночку, порознь, независимо друг от друга, поднявшись на большую высоту, они то парят, подобно орлу с распростёртыми крыльями, то порхают как бабочки или жаворонки,Торцовые голуби поднимаются и опускаются почти строго вертикально, в резко ограниченном пространстве диаметром от 1,5 до 4 метров над домом, крылья держат перед собой над головой, корпус обращён навстречу воздушному потоку и занимает почти вертикальное положение. Это типично «ветровые» голуби, требующие для своего правильного полёта свежего ветра (7-10 м/сек). 
Среди современных николаевских наибольшее распространение имеют бабочки и жаворонки, торцовые встречаются довольно редко.
Николаевские голуби отличаются живым, энергичным темпераментом, высокой жизнеспособностью, легко адаптируются к различным климатическим условиям, неприхотливы к условиям содержания и кормам, плодовиты, хорошо высиживают и выкармливают птенцов. Разведение их не представляет трудностей и доступно широкому кругу любителей, они имеют широкое распространение и популярность как в нашей стране, так и за рубежом, однако свои лучшие лётные качества они проявляют в условиях своего родного края или близким к ним, требуют систематических тренировок и строгого соблюдения режима содержания и кормления. Молодых надо гонять с 1,5-2 месячного возраста, когда они вышли на крышу и начинают перепархивать. При длительных перерывах в полётах и запоздалом начале гона молодые голуби засиживаются и потом бывает трудно их разганивать. В длительных и высоких полётах, особенно при неблагоприятной погоде, николаевские довольно часто теряются. Они далеко относятся от дома ветром или мощными потоками воздуха и не находят дорогу к дому, иногда возвращаются на второй или третий день. Лучшим временем для полётов является раннее утро, практикуют и ночные полёты, когда голуби поднимаются вечером после захода солнца и опускаются утром, но к таким полётам их надо приучать, иначе неизбежны большие потери.

## Стандарт на николаевских высоколетных

### Происхождение
Украина

#### Общий вид
Величина голубя средняя или несколько больше, общая длина 38-40 см, корпус удлинённый, широкогрудый с хорошо развитой мускулатурой, стойка наклонная, примерно под углом 40-45 градусов, посадка низкая на коротких неоперённых ногах, оперение обильное, густое, плотно прилегает к телу.

#### Расовые признаки
- Голова: гладкая, округло-удлинённой формы, сухая, узкая, линия лба отлогая и плавно без излома сопрягается с округлым теменем; затылок не обозначен, плавно переходит в шею.
- Глаза: небольшие, золотисто-соломенного или оранжевого цвета (у белых — чёрно-коричневые, у бокатых — золотисто-соломенные или тёмно-коричневые, веко узкое, однорядное, чистое, светлое, цвета топлёного молока.
- Клюв: средней или несколько большей длины, пропорционален голове, довольно тонкий, прямой, на конце немного загнут вниз, светлый или рогового цвета (у мурых и мартынов — чёрный), со лбом составляет тупой угол, части клюва плотно сомкнуты; восковицы небольшие, белые, плотно прилегают к клюву; подклювье сопрягается с горлом в виде небольшой дуги, переходящей в шею.
- Шея: сравнительно короткая, полная, с пышным оперением, у головы уже, к плечам слегка расширяется. У самок шея тоньше, чем у самцов.
- Грудь: широкая, полная, выпуклая о хорошо развитой мускулатурой.
- Спина: в плечах широкая, прямая, удлинённая, к хвосту покатая и составляет с ним одну прямую линию.
- Крылья: длинные, плотно сомкнутые, с широкими, ровными упругими маховыми перьями, концами лежат на хвосте или на уровне хвоста по его бокам, не достигают конца хвоста, к туловищу прилегают не плотно.
- Хвост: широкий, состоит из 12-16 рулевых перьев, довольно длинный, прямой, ровный, плотно сомкнутый, при взмахе в руках легко раскрывается до полуокружности, рулевые перья широкие, ровные, упругие, кроющие перья хвоста густые, обильные.
- Ноги: сравнительно короткие, неоперённые, красно-бурого цвета. Когти у голубей светлого оперения — телесного цвета, у тёмного серые.

#### Цвет и рисунок
Окраска оперения может быть следующая:
- сплошная белая, чёрная, серая, синяя, красная, жёлтая, пепельная, цементальная. Окраска должна равномерно покрывать все части тела. У синих, пепельных и цементальных на щитках крыльев тёмные пояса, хвост и шея темнее основного оперения, репица может быть светлее, в хвосте тёмная лента;
- белохвостая тех же цветов и рисунка, а также рябые (чёрно-рябые, краснорябые, жёлторябые, сизорябые, белохвостые); в хвосте может быть по одному крайнему цветному перу;
- щитковые или бокатые тех же цветов, кроме пепельных и цементальных. Щитки и вторичные маховые перья крыльев окрашены, первичные — белые по 10 в каждом крыле (разлёт 10:10), всё остальное оперение белое; на лбу может быть цветное пятно («кокарда»);
- пёстрые («мурые») сплошные и белохвостые; светлые — по белому оперению разбросаны тёмные пестрины, тёмные — по цветному оперению белые. Хвост может быть тёмный с лентой поперёк конца или белый, в белом хвосте по одному крайнему перу могут быть окрашены. Маховые перья крыльев могут быть с окантовкой (кромкой), таких голубей называют «кромаками»;
- мартыны — основная окраска белая с цветными пятнами на плечах и спине, передняя часть головы и щёки окрашены, маховые перья первого ряда цветные или чередуются через перо, цветное перо чёрное или карее;
- гривуны — окраска оперения всего тела белая, на задней (тыльной) части шеи цветное пятно («грива») чёрного, красного, жёлтого или синего цвета.

#### Мелкие допустимые недостатки
Несколько укороченный и узковатый корпус; высоковатые ноги; слегка гранная голова; телесного (светлые) цвета глаза, широкое серое веко; коротковатый клюв; у бокатых количество белых маховых перьев от 7 до 12 и разное их число на 1-2 пера в каждом крыле, небольшие заходы белого на цветные щитки, слегка окрашенные бёдра и бока под крыльями; у белохвостых по 2 цветных пера по бокам хвоста и разное их число (1:0,1:2), небольшое белое подхвостье и пестрота в репице; у сплошных жёлтых и красных светловатые первичные перья крыльев; у синих, пепельных и цементальных нечёткие пояса на щитках и следы третьего пояса.

#### Крупные недопустимые недостатки
Грубое, рыхлое, массивное строение тела; горизонтальная стойка на высоких оперённых ногах; чубатая голова; разноглазие; толстый, грубый, чёрный клюв; тонкая, длинная шея; узкая, впалая грудь; узкий, сводчатый, редкий хвост; отвислые крылья; рыхлое, не плотно прилегающее оперение; цветные перья у белых и белые у цветных одноцветных на теле, в крыльях и хвосте (кроме допустимых крайних) и на щитках у бокатых.

#### Последовательность оценки
Оценку николаевских голубей только по внешним, экстерьерным признакам нельзя считать полной, она должна дополняться оценкой лётных качеств, которые являются главными отличительными признаками породы.
Оценку по внешним, экстерьерным признакам производить по принятому стандарту породы из 70 баллов по следующей шкале в баллах:
- 1. Общий вид (величина голубя, стойка, посадка, фигура) — 10
- 2. Голова, глаза, клюв — 10
- 3. Шея, грудь, спина — 10
- 4. Крылья, хвост — 10
- 5. Масть (цвет, рисунок, лак, перелив) — 10
- 6. Выставочная кондиция — 10
- 7. Общее впечатление — 10

Всего: — 70
Оценку лётных качеств производить путём проведения конкурсных полётов из 30 баллов по следующей шкале в баллах:
- 1. Стиль полёта (правильный без кувырков, хлопанья крыльями, катания на хвосте) — 5
- 2. Высота полёта:
  - полёт на предельной высоте (голубь покрывается) — 10
  - полёт на очень большой высоте (голубь в точке) — 8
  - полёт на большой высоте (голубь с бабочку) — 6
  - полёт на средней высоте (голубь со скворца) — 4
  - полёт на небольшой высоте (80-100 м) — 1
- 3. Продолжительность полёта:
  - полёт 1-2 часа — 3
  - полёт 3-4 часа — 5
  - полёт 5-6 часов — 7
  - полёт 7-8 часов — 9
  - полёт свыше 8 часов — 10

Всего: — 30
Общая оценка голубя определяется по сумме баллов, полученных за экстерьер и за лётные качества, при этом категории оценок сохраняются общепринятые международными правилами, а именно:
- Отлично — 94-100 баллов
- Очень хорошо — 86-93 балла
- Хорошо — 78-85 баллов
- Удовлетворительно — 70-77 баллов

Учитывая, что лётные качества николаевских голубей, а точнее, их проявление, существенно зависят от климатических условий, критерии для их оценки могут уточняться для различных регионов страны. При этом ориентиром для их установления должны служить лучшие результаты полётов, которые показывают николаевские в данном регионе.